# Johann Heinrich Pestalozzi
Johann Heinrich Pestalozzi (Zurigo, 12 gennaio 1746 – Brugg, 17 febbraio 1827) è stato un pedagogista e filosofo svizzero.
Pestalozzi è noto principalmente come riformatore del sistema scolastico ma  nel corso della sua vita si dedicò anche all'attività politica. Fondò diversi istituti educativi nelle regioni svizzere di lingua tedesca e francese, e scrisse alcuni libri in cui illustrava i suoi rivoluzionari principi sull'educazione. Il suo motto era "Imparare con la testa, le mani e il cuore".

## Biografia

### Infanzia ed adolescenza - 1746-1765
Nato a Zurigo da una famiglia di fede protestante originaria di Chiavenna, quando questa era ancora governata dagli svizzeri, Pestalozzi rimane orfano di padre a soli cinque anni di età. Egli, insieme con i suoi fratelli, è allevato dalla madre e dalla governante Barbara Schmid detta Bàbeli; questa esperienza segnerà la centralità del ruolo materno nella pedagogia del Pestalozzi. Studia al Collegium Carolinum di Zurigo.
Trascorre le vacanze a casa del nonno materno, pastore evangelico di Höngg, villaggio alla periferia di Zurigo. Insieme si recano spesso nelle scuole e nelle case dei parrocchiani. Durante queste visite Pestalozzi entra in contatto con la povertà del mondo contadino, osserva le conseguenze del lavoro minorile e dell'inefficacia della scuola cattolica nel miglioramento di questi aspetti della vita rurale. L'ignoranza dei contadini, la loro sofferenza e l'incapacità di aiutarsi a migliorare la propria condizione lascia in Pestalozzi un'impressione che gli ispirerà le idee future sull'educazione.
Cerca di intraprendere la carriera ecclesiastica, nella speranza di avere l'opportunità di mettere in pratica le proprie idee sull'educazione; tuttavia, l'influenza del filosofo illuminista Jean-Jacques Rousseau lo porta ad iscriversi alla Società Elvetica (fondata nel 1762 da alcuni intellettuali svizzeri tra cui Johann Jakob Bodmer, suo professore di Storia in quegli anni) e a lasciare gli studi teologici per dedicarsi a quelli di giurisprudenza.
Nel 1765, all'età di 19 anni, diventa membro attivo della Società Elvetica  scrivendo molti articoli nel giornale ufficiale Der Erinnerer in cui denuncia molti casi di corruzione. Viene accusato di aver favorito l'evasione di un collaboratore del giornale e, nonostante risulti in seguito innocente, viene arrestato per tre giorni. Le vicende di questo periodo travagliato dissuadono Pestalozzi dall'impegno attivo in politica e dall'intraprendere la carriera legale.

### Neuhof - 1769-1779
Dopo il fallimento delle sue aspirazioni politiche, Pestalozzi decide di diventare un imprenditore agricolo. In quel periodo Johann Rudolf Tschiffeli, membro della Società Elvetica, aveva raggiunto un notevole successo finanziario grazie ad un modello imprenditoriale che si era dimostrato molto redditizio. Egli aveva trasformato un grande latifondo improduttivo in tante piccole fattorie efficienti economicamente. Nel 1767 Pestalozzi visitò queste fattorie per imparare il modello economico di Tschiffeli. L'anno successivo, insieme comprarono 15 acri di terreno non coltivato nei pressi di Zurigo. Egli ottenne sostegno finanziario da un banchiere per comprare altra terra.
Nel 1769, sposò Anna Schulthess.
Costruisce una casa sulla proprietà acquistata, nonostante su di essa gravasse una pesante ipoteca, e la chiama Neuhof (nuova fattoria). Purtroppo la terra acquistata risulta non adatta alla coltivazione. In seguito ad una relazione sfavorevole sull'investimento, il banchiere di Zurigo decide di ritirare il suo aiuto finanziario. Pestalozzi cerca di incrementare gli affari investendo sull'acquisto di una macchina per la filatura della lana, ma questa nuova iniziativa porta ad un aumento del debito. Durante questo periodo nasce il primo ed unico figlio della coppia, Jean-Jacques, soprannominato Schaggeli, malato di epilessia. La malattia del figlio sarà motivo di preoccupazione continua per i genitori.

#### Trasformazione di Neuhof da fattoria a scuola industriale
Dopo il fallimento dell'azienda agricola, Pestalozzi cercò di dedicarsi all'aiuto dei bisognosi. Egli stesso nel corso della sua vita aveva trascorso periodi di povertà e aveva osservato che tanti orfani venivano istruiti alla coltivazione della terra al solo scopo di essere sfruttati e oppressi. Egli pensava che fosse importante insegnare loro il valore del rispetto di sè stessi. Questi pensieri si concretizzarono con la trasformazione di Neuhof in una scuola di tipo professionale (mirata all'insegnamento pratico di una professione), nonostante il parere contrario della famiglia della moglie. Pestalozzi in questa sua iniziativa raccolse il supporto di Isaak Iselin filosofo di Basilea, attraverso le pubblicazione di articoli in suo favore sul Die Ephemerides, periodico che trattava argomenti sociali ed economici. Questi scritti portarono sottoscrizioni e prestiti gratuiti, e di conseguenza la nuova fondazione visse un breve periodo di apparente prosperità. Dopo circa un anno, però, ancora una volta l'inesperienza negli affari di Pestalozzi compromise le finanze dell'istituto, che si trovò prossimo al fallimento. Nel 1777 una richiesta di finanziamento pubblico diede nuova linfa alle casse di Neuhof.  Pestalozzi, inoltre, iniziò a collaborare al periodico che pubblicò una serie di sue lettere sull'educazione dei poveri.Tutte queste iniziative servirono solo a ritardare il fallimento e Pestalozzi fu costretto a chiudere l'istituto nel 1779. Con l'aiuto di alcuni amici riuscì a salvare la casa di Neuhof per poterci vivere con i suoi familiari. Nonostante la proprietà fosse stata salvata, i Pestalozzi erano finanziariamente rovinati e ridotti in povertà, abbandonati dai familiari e dalle tante persone che avevano mostrato interesse per le idee del filosofo svizzero.

### Periodo di produzione letteraria – 1780–1797
Il filosofo Isaak Iselin, uno dei pochi amici che rimase vicino a Pestalozzi in quel periodo, lo incoraggiò a continuare a scrivere.

#### La veglia di un solitario– 1780
Nel 1780 Pestalozzi pubblica in forma anonima sul Die Ephemerides una serie di aforismi intitolati La veglia di un solitario. Questo fu il primo lavoro dove cominciavano già a delinearsi quelle idee che furono in seguito conosciute come Pedagogia o Metodo pestalozziano. La pubblicazione degli aforismi attirò nuova attenzione sulle sue idee.

#### Leonardo e Gertrude– 1781, 1783, 1785, 1787
Pestalozzi conosceva la vita di campagna molto più approfonditamente dei suoi contemporanei, dalle visite alle scuole con suo nonno allo stato di povertà che stava soffrendo in quegli anni. Grazie a queste esperienze, egli riuscì a scrivere e pubblicare una storia in quattro volumi intitolata Leonardo e Gertrude (Lienhard und Gertrud). Questi quattro volumi ruotano intorno alla vita di altrettanti personaggi: Gertrude, Gluphi, Arner ed il parroco del loro paese. Gertrude è una donna sposata con figli che vive nel villaggio di Bonnal, lei insegna ai suoi figli a vivere moralmente onesti nell'amore di Dio e nel rispetto del suo credo. Gluphi è un insegnante di scuola, che, dopo aver constatato il successo di Gertrude nell'educare i figli, prova ad applicare lo stesso modello con i bambini che frequentano le sue lezioni. Anche il parroco del villaggio adotta il sistema di insegnamento di Gertrude con i suoi parrocchiani. Gertrude, Gluphi ed il parroco vengono assistiti da Arner, un politico che richiede l'aiuto delle autorità statali. Grazie a questi quattro personaggi, il villaggio raggiunge una condizione di armonia ed una adeguata educazione alla conoscenza viene garantita a tutti gli abitanti.
Il primo volume ebbe molto successo, mentre gli altri libri, pubblicati a distanza di circa due anni l'uno dall'altro, non raccolsero lo stesso apprezzamento.

##### Quinto e sesto volume
Pestalozzi aveva pianificato anche un quinto ed un sesto volume, ma il manoscritto del quinto si perse durante il suo viaggio a Parigi del 1804 e non si è mai avuta notizia se il sesto sia mai stato scritto.

#### Cristoforo e Elisabetta– 1782
Pestalozzi scrisse Christoph und Else nel 1782, impostato sull'impronta di conversazioni pomeridiane di indirizzo sociale, affrontando anche il tema della corruzione politica. Contemporaneamente fu fondata la rivista settimanale chiamata Schweizerblatt. Pestalozzi vi ricoprì per un breve periodo il ruolo di capo editore, ma la rivista chiuse prima della fine dello stesso anno.

#### Mie indagini sopra il corso della natura umana nello svolgimento del genere umano– 1797
Nel 1794 Pestalozzi si reca in visita da sua sorella a Leipzig. Durante questa visita, incontra Johann Wolfgang von Goethe, Christoph Martin Wieland e Johann Gottfried Herder. Sulla via del ritorno a Neuhof, incontra Johann Gottlieb Fichte, che vede nelle sue idee la chiave per risolvere la questione sull'educazione, e gli suggerisce di esporle in un nuovo libro. Dopo tre anni vede la luce Mie indagini sopra il corso della natura umana nello svolgimento del genere umano. Solo alcune persone lessero questo libro, tanto che in un'edizione del 1821, Pestalozzi scrive: “Davvero poche persone lo hanno notato, anche se è stato a disposizione dei lettori per più di vent'anni”.
Questa pubblicazione segna la fine del suo periodo letterario, durato 18 anni, in cui Pestalozzi e la sua famiglia hanno vissuto in povertà, in cui la moglie è stata spesso malata, stesso stato di salute condiviso anche dal figlio, tornato nel 1797 nella casa dei genitori dopo un periodo di apprendistato vissuto a Basilea.

### Stans - 1799
Gli ultimi anni del '700 sono un periodo di forte cambiamento politico in tutta Europa. Quando la servitù della gleba viene abolita in Svizzera, Pestalozzi decide di diventare un educatore. Egli scrive un progetto per una nuova scuola pubblica e lo sottopone a Philipp Albert Stapfer, il nuovo Ministro delle Arti e delle Scienze, che lo approva. Purtroppo il progetto non viene portato a termine perché non si riesce a trovare una struttura adatta ad accogliere la scuola. Nel frattempo a Pestalozzi viene chiesto di prendersi cura del giornale governativo Helvetisches Volksblatt, nella speranza che egli potesse favorire l'accettazione degli svizzeri nei confronti del nuovo governo, visto che, in quel periodo, ogni tipo di cambiamento veniva percepito dalla popolazione come una nuova forma di tirannia.
Quando l'esercito francese invade la città di Stans nel 1798, molti bambini rimangono senza casa o famiglia. Il governo svizzero decide di creare un orfanotrofio e coinvolge Pestalozzi, incaricandolo il 5 Dicembre 1798 di dirigere l'istituto appena fondato. Pestalozzi mentre si reca a Stans il 7 dicembre scrive: "Vado volentieri, nella speranza di offrire a questi piccoli innocenti una lieve compensazione per le perdite che hanno dovuto sopportare, e di trovare nella loro miseria un fondo di gratitudine. Con tutto il mio zelo accetto il compito che rappresenta il sogno più grande della mia vita, sono pronto ad iniziare perfino sulle cime più alte delle Alpi e senza fuoco ed acqua, così che parlare sia l'unica cosa concessami."
Il governo aveva previsto di convertire il convento delle orsoline di Stans per ospitare l'orfanotrofio, ma, quando Pestalozzi arriva a Stans, i lavori sono ancora distanti dall'essere ultimati. Il 14 Gennaio 1799, i primi orfani arrivano nel nuovo istituto. In questa occasione Pestalozzi scrive, "Sono in condizioni terribili, sia fisiche che mentali". Lui in prima persona si fa carico di molte mansioni all'orfanotrofio, tra cui direttore, impiegato, padre, guardiano, infermiere ed insegnante. Non ha alcun materiale scolastico e l'unico suo assistente è una governante.
Mette a frutto l'esperienza precedente, per cui l'obiettivo che si pone a Stans è simile a quello di Neuhof: un misto di istruzione e attività pratica. In questa occasione però, i prodotti del lavoro svolto dagli alunni non vengono più visti come una possibile fonte di guadagno. Ogni lavoro viene visto da Pestalozzi come un metodo per insegnare destrezza fisica, aumentrare l'efficienza personale ed incoraggiare l'aiuto reciproco. Egli si dedica principalmente alle attività fondamentali della mente - “i poteri dell'attenzione, dell'osservazione e della memoria, che devono precedere l'arte del giudizio e devono essere ben radicati prima che quest'ultimo sia esercitato.” Durante questo periodo a Stans Pestalozzi realizza l'importanza di un metodo universale di istruzione, che cercherà di applicare nelle sue future esperienze.
Nel Luglio del 1799, l'esercito francese, dopo essere stato sconfitto dagli austriaci, ripassa dalla città di Stans, dove requisisce tutte le abitazioni disponibili per alloggiare le truppe, per cui la scuola viene sciolta. Anche durante la breve esperienza dell'orfanotrofio, l'efficacia del lavoro di Pestalozzi risulta evidente nel benessere dei bambini. Egli lascia Stans per rifuggiarsi a Gurnigel, centro benessere alpino, nella speranza di tornare all'orfanotrofio quando la struttura si fosse liberata, ma non gli sarà più permesso di tornarci.

### Burgdorf - 1800-1804
Mentre si trova a Gurnigel, Stapfer assegna Pestalozzi alla città di Burgdorf. Gli viene dato un piccolo salario trimestrale, un appartamento e l'incarico di insegnante in una piccola scuola cittadina. Questa sua occupazione non dura molto, perché il direttore che gestisce la scuola non concorda con le sue idee. Dopo poco gli viene permesso di cambiare scuola. In questo nuovo impiego i bambini vanno dai 5 agli 8 anni. Nonostante il nervosismo iniziale, continua la ricerca e la sperimentazione sull'istruzione come fatto precedentemente a Stans.
A Pestalozzi viene suggerito un libro da un amico, una traduzione in francese di un libro di Johann Friedrich Herbart. Nonostante egli non conosca bene il francese, riesce a percepire i concetti di base del libro che, come da lui scritto, “è stato un raggio di luce nella mia ricerca”. Il libro confermava le sue idee sull'istruzione che aveva sviluppato a Neuhof e Stans, e che adesso stava usando a Burgdorf, secondo cui ogni comprensione può essere raggiunta attraverso una sequenza ordinata psicologicamente.
Nel Gennaio del 1800, un giovane assistente, Hermann Krusi, si offre di collaborare con lui. Il giovane aveva già fatto un po' di esperienza nell'insegnamento pratico in cui aveva seguito l'esempio offerto da Pestalozzi. Dopo otto mesi di insegnamento, Pestalozzi viene valutato dalle autorità scolastiche che lo premiano per i suoi progressi. Infatti, al termine di questo periodo, i suoi alunni oltre ad essere in grado di leggere perfettamente, avevano appreso anche a scrivere, a disegnare e a capire l'aritmetica. Le autorità scolastiche promuovono Pestalozzi affidandogli la gestione di una seconda scuola dove egli continua la sua educazione sperimentale.
In seguito a questi successi, nell'Ottobre del 1800, Pestalozzi decide di aprire un'altra scuola a Burgdorf, a cui dà il nome di “Istituto Educativo per Bambini delle Classi Medie”, utilizzando come sede il castello della città. A lui si uniscono altri due educatori, Johann Georg Tobler e Johann Christoff Buss. In questo periodo Pestalozzi organizza e codifica molti dei suoi metodi e delle sue idee sull'istruzione.

#### Come Gertrude istruisce i suoi figli- 1801
Pestalozzi per la seconda volta nella sua carriera di scrittore attrae una forte attenzione da parte dei lettori grazie alla pubblicazione di Come Gertrude istruisce i suoi figli. Il libro ha un profondo impatto sull'opinione pubblica e sulla pratica dell'istruzione, sia tra i contemporanei che tra i futuri studiosi. È formato dalla raccolta di 14 lettere scritte da Pestalozzi all'amico Heinrich Gessner, rilegatore di libri di Berna. Nelle prime tre lettere descrive di come lui ed i suoi collaboratori Krusi, Tobler e Buss stanno svolgendo il loro lavoro a Burgdorf. Le lettere dalla quarta all'undicesima raccolgono le sue riflessioni ed esperienze sull'istruzione pedagogica e sulla teoria educativa. La dodicesima lettera parla dell'educazione fisica, mentre le ultime due lettere trattano dell'educazione morale e religiosa. L'intento di Pestalozzi in questa sua opera è di mostrare che, dividendo la conoscenza in tanti concetti singoli e costruendo una serie di esercizi ordinati psicologicamente, chiunque può insegnare efficacemente ai propri bambini.
In seguito a questo successo letterario, tante persone vengono da altre regioni della Svizzera e dalla Germania per visitare la scuola di Burgdorf. La fama della scuola cresce, ma Pestalozzi ritiene di non aver ancora fatto abbastanza. Nonostante il successo finanziario, la scuola non riesce a soddisfare il suo desiderio originale: l'educazione dei poveri. Comunica al governo svizzero di volere l'opportunità per educare i più bisognosi; il governo gli risponde mandando due commissari per investigare sul lavoro svolto finora. Grazie alla loro relazione favorevole, il governo decide di trasformare la sua scuola in un istituto internazionale. I suoi dipendenti ricevono un salario fisso e viene dato un finanziamento per la pubblicazione dei libri di testo scritti da Pestalozzi e dai suoi collaboratori. Grazie a questi soldi, nel 1803 vengono pubblicati tre libri per le elementari: L'ABC dell'intuizione, Lezioni sull'osservazione della relazione tra i numeri e Il libro delle madri.
In questo periodo ai collaboratori di Pestalozzi si uniscono Johannes Niederer e Johann Joseph Schmid. Quest'ultimo, che era entrato nell'istituto da alunno povero, viene promosso grazie alla sua abilità nell'insegnare, mentre Niederer proveniva dall'ambiente religioso, avendo fatto studi teologici ed essendo stato negli anni precedenti pastore in alcuni villaggi.
Nel 1801 il suo unico figlio Jean-Jacques, muore all'età di 31 anni, ma sua nuora e suo nipote, Gottlieb, si trasferiscono da Neuhof a Burgdorf per vivere nell'istituto.

### Viaggio a Parigi – 1804
I cambiamenti politici voluti da Napoleone in questo periodo riguardarono anche l'istituto di Pestalozzi, le cui sorti risultano complicate dalla riforma del governo svizzero, che decide di spedire a Parigi una delegazione per trattare con Napoleone per conto della Svizzera. Pestalozzi viene eletto tra i vari rappresentanti di questa delegazione. Prima di partire pubblica le sue idee sugli sforzi politici svizzeri. Questo è un documento diverso dagli altri suoi lavori, che mostra le connessioni tra le influenze politiche, sociali ed educative. Pestalozzi rimane deluso della sua visita a Parigi, per via del poco interesse di Napoleone per il suo lavoro.
Al suo ritorno a Burgdorf trova un nuovo governo che si chiede se sia ancora opportuno l'uso concessogli degli edifici del castello, e quindi gli viene notificato che i suoi servizi non possono più utilizzare la struttura perché destinata ai propri funzionari. Per evitare critiche da parte della popolazione, le autorità offrono a Pestalozzi l'uso di un vecchio monastero nella città di Munchenbuchsee. Nonostante le tante offerte ricevute per stabilire il proprio istituto in altre città, decide di accettare l'offerta del governo. Nel Giugno del 1804, Pestalozzi termina la sua esperienza a Burgdorf.

### Münchenbuchsee – 1804–1805
Pestalozzi rimane a Münchenbuchsee per poco tempo. A Hofwil, poco distante dalla nuova scuola, c'è un'altra struttura educativa gestita da Philipp Emanuel von Fellenberg. I colleghi convincono Pestalozzi a collaborare con lui per progettare il nuovo istituto di Münchenbuchsee, ma i due non riescono ad andare d'accordo e dopo alcuni mesi viene deciso di spostare il nuovo istituto a Yverdon.

### Yverdon – 1805–1825
L'istituto di Yverdon sarà la più longeva esperienza di Pestalozzi. I primi mesi in questa città li passa lavorando tranquillamente su un nuovo libro, non pressato da esigenze economiche, grazie ad una cospicua somma di denaro ricevuta in dono dal re di Danimarca, Christian VII. Alla fine di questo periodo pubblica Idee, esperienze e mezzi per promuovere un'educazione conforme alla natura umana.
Nel Luglio del 1805 apre l'istituto di Yverdon ed incomincia ad attrarre visitatori e allievi da tutta Europa. Molti governi mandano i loro educatori a studiare con Pestalozzi allo scopo di importare un metodo simile al suo nelle proprie nazioni. Nel Maggio del 1807 viene avviata da Niederer la pubblicazione della rivista dell'istituto, Die Wochenschrift fur Menschenbildung, che regolarmente ospita discussioni sull'educazione, e informa i genitori e lo Stato sui progressi dell'istituto. I cambiamenti più significativi di questo nuovo istituto sono l'età degli allievi, che non si limita più ai bambini piccoli, ma anche l'insegnamento di Geografia, Storia, Storia naturale, Letteratura, Aritmetica, Geometria, Disegno, Scrittura e Canto, a cui si aggiungono Tedesco, Francese, Latino e Greco. Nel momento di maggiore fama dell'istituto, Pestalozzi viene tenuto in alta considerazione per il suo lavoro da educatore e per la sua riforma dell'educazione.
Col passare del tempo, si accorge che i suoi colleghi incominciano a dividersi in fazioni sempre più distanti fra loro, in quello che egli chiama “il cancro della disunione”. Il disaccordo non si evolve mai in conflitto aperto, ma le differenze risultano insanabili, in particolare il punto di vista sulla gestione dell'istituto voluta da Niederer e Schmid. Il primo, forte della nuova influenza acquisita all'interno dell'istituto, incomincia ad inserire argomenti su cui gli insegnanti non sono sufficientemente competenti. Schmid critica apertamente questo nuovo modo di gestire l'istituto. Tra il 1809 ed il 1810 il livello dello scontro è tale da indurre Niederer a suggerire l'intervento di una commissione governativa imparziale per valutare la condotta e l'efficienza dell'istituto. Contro il parere di Schmid, Pestalozzi acconsente, e nel 1810 i commissari visitano Yverdon. Il rapporto finale della commissione si mostra favorevole alle idee di Pestalozzi, ma non sulle pratiche di gestione dell'istituto. Le speranze di Yverdon di diventare un'istituzione statale devono essere definitivamente abbandonate.
Pestalozzi percepisce il parere espresso dai commissari come un'ingiustizia. Schmid si dimette, Pestalozzi e Niederer non riescono a trovare un degno sostituto come insegnante di matematica, per cui incomincia a diminuire il prestigio dell'istituto. Alla ricerca di nuovi fondi decidono di dedicarsi alla stampa ed alla vendita di libri. Questo si rivela un investimento fallimentare e solo grazie all'aiuto di alcuni amici l'istituto riesce a rimanere in piedi fino al 1815, anno in cui Schmid ritorna a collaborare con il suo vecchio maestro. Durante l'assenza di Schmid, Pestalozzi scrive Canto del cigno, una riscrittura della sua dottrina educativa, e Destino della vita (Lebensschicksal), una valutazione del lavoro di tutta la sua vita. Entrambi questi libri saranno pubblicati solo nel 1826. Nel 1814 scrive un articolo dal titolo All'innocenza, alla serietà e generosità della mia età e della mia patria (An die Unschuld, den Ernst und den Edelmut meines Zeitalters und meines Vaterlande), un'attestazione alle tante persone in stato di povertà a cui la sua istituzione era preclusa.
Dopo la morte della moglie Anna nel 1815, Krusi si licenzia dall'istituto, seguito da Niederer nel 1817. Travolto dai problemi, Pestalozzi si affida all'aiuto di Schmid, che riesce a guadagnare £2500 dalla pubblicazione di una raccolta dei lavori di Pestalozzi. L'istituto rimane aperto per altri 10 anni, in cui Pestalozzi cerca di convincere Krusi e Niederer a ritornare sui loro passi. Nel 1825 Yverdon è costretto a chiudere per mancanza di fondi.

### Ultimi anni e morte - 1826-1827
Pestalozzi ritorna nella sua vecchia casa a Neuhof e pubblica i due scritti del periodo di Yverdon (Canto del cigno e Destino della vita) raccolti in un unico libro intitolato Canto del cigno di Pestalozzi. Questa pubblicazione provoca molte reazioni infastidite, in particolare di Fellenberg e Niederer, che amareggiano molto l'ormai anziano Pestalozzi. Si ammala il 15 Febbraio 1827, e muore due giorni dopo a Brugg, il 17 Febbraio 1827. Le sue ultime parole sono: "Perdono i miei nemici. Possano essi adesso trovare la pace a cui io vado per sempre”.
L'iscrizione sulla tomba di Pestalozzi recita:
Massone, fu membro della loggia parigina Contrat social, fondata nel 1776; fu pure membro dell'Ordine degli Illuminati di Baviera con il nome di Alfred.

## Educazione del cuore

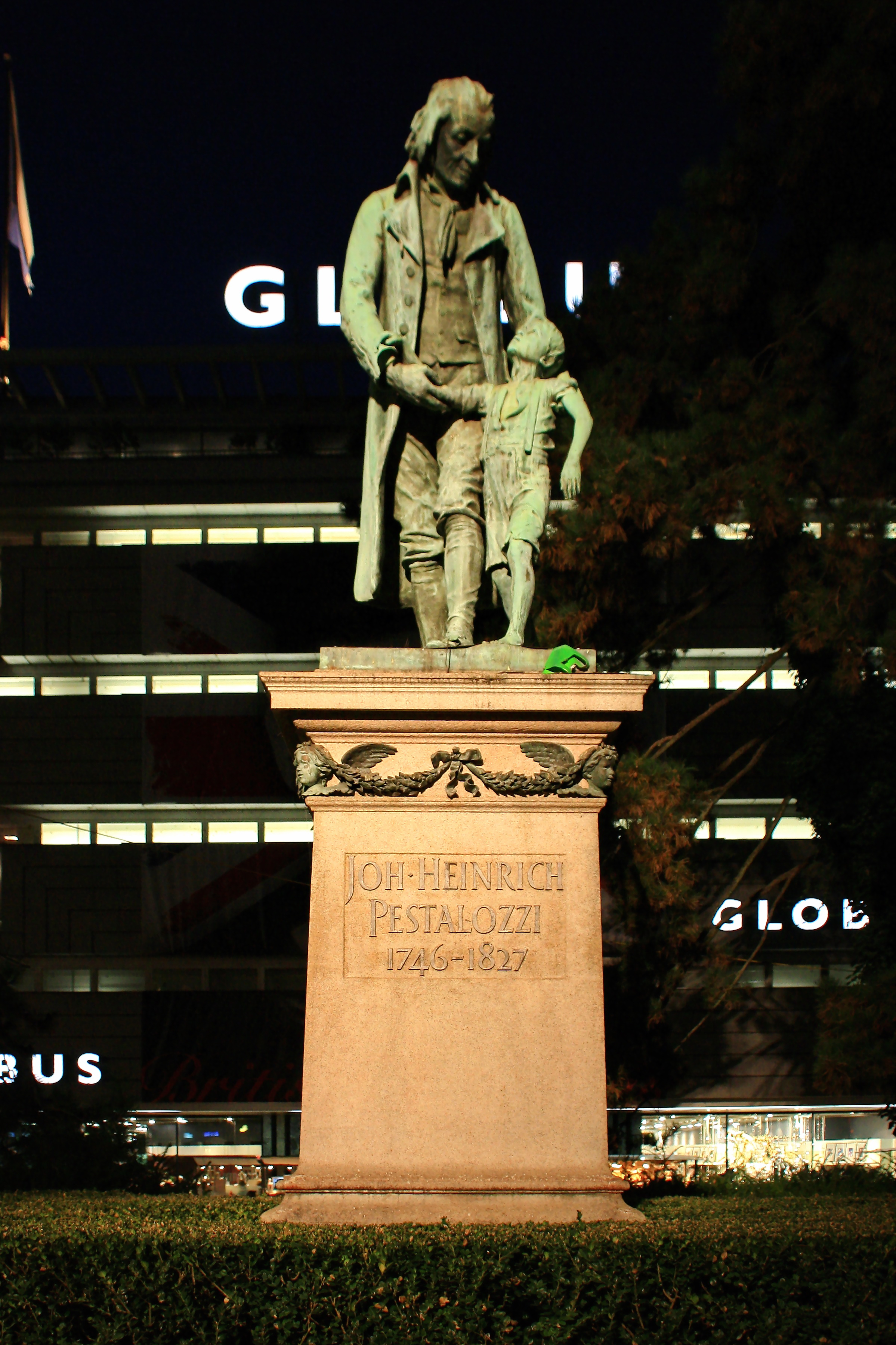
Memorial a Pestalozziwiese (Bahnhofstrasse), Zurigo, Svizzera.

Egli, contrariamente a Rousseau, non riteneva che l'uomo fosse necessariamente buono (infatti parla di "natura inferiore", dominata da istinti e passioni animalesche). Riteneva quindi necessario che fosse compito dell'educazione perfezionare la natura dell'uomo e che l'educatore non avesse che il compito di assisterlo durante la sua naturale evoluzione secondo un'unità di cuore, mente e mano. Sosteneva che l'uomo attraversasse tre stadi evolutivi: 
- naturale (nel quale segue le proprie forze istintuali),
- sociale (in cui la vita in comune lo obbliga a un riadattamento, non sempre positivo per l'individuo)
- e infine morale (il fine ultimo dell'uomo e dell'educazione: l'individuo si predispone al bene, alla solidarietà verso gli altri e all'accoglienza di Dio nel proprio spirito).

Pestalozzi introdusse il concetto di educazione del cuore (educazione all'affettività, del sentimento) e educazione familiare (es. Leonardo e Geltrude ne mostra la centralità nel processo educativo). Per lui, l'ambiente deve essere un ambiente che fa proprie certe caratteristiche dell'educazione familiare e ne era talmente convinto che decise di riproporlo nella vita vera, aprendo degli istituti dove poter accogliere dei giovinetti, e poterli istruire. Per Pestalozzi, l'educazione ha una finalità etica, anche perché in quegli anni molti erano i bambini che a causa della guerra restavano orfani del padre, o erano sbandati o abbandonati.
Il pedagogista da questa esperienza giunge a concludere che non esiste solo un'infanzia materialmente abbandonata (senza genitori e senza cibo) ma ne esiste anche una moralmente abbandonata (per cui nonostante i bambini abbiano chi si prende cura di loro, non sono seguiti e non ricevono un'adeguata proposta educativa), altrettanto pericolosa. Il concetto che ad ogni modo rimane centrale nel pensiero di Pestalozzi è il rapporto strettissimo tra natura ed educazione, è importantissimo che l'educando possa vivere esperienze nel proprio contesto. La caratteristica prima di queste esperienze sarà che esse siano fondate sull'intuizione.
Grazie all'esperienza che va concretamente a realizzare nei suoi istituti, Pestalozzi raggiunge una fama mondiale e influenza moltissima della cultura del suo tempo. Sono gli anni in cui si viaggia spesso, ed è proprio da questi viaggi, e dai molti incontri, che si sviluppano nuove idee e nuove frontiere quali i viaggi pedagogici, fatti da pedagogisti alla ricerca delle migliori esperienze educative dove poter toccare con mano l'offerta e le idee di un determinato pedagogista o di una determinata corrente di pensiero.
Tra i tanti pedagogisti che si diressero in Svizzera, negli istituti aperti da Pestalozzi, ci fu anche un giovane educatore tedesco, Friedrich Froebel. Gli istituti di Pestalozzi, così, poco alla volta cominciarono a diventare un importante punto di incontro per tutti i pedagogisti e gli educatori europei. Le idee pedagogiche iniziarono a circolare e così cominciarono a nascere nuovi modelli e nuove ipotesi. Tra i nuovi modelli non si può non citare il modello del mutuo insegnamento (il cui fascino influenzò anche Pestalozzi).

## Opere
- Leonardo e Geltrude, 1781-1787
- Sulla legislazione e l'infanticidio, 1783
- Mie indagini sopra il corso della natura umana nello svolgimento del genere umano, 1797
- Lettera a un amico da Stans (Stanser Brief), 1799
- Il metodo, 1801
- L'ABC dell'intuizione, 1801
- Il libro delle madri, 1801
- Come Gertrude istruisce i suoi figli, 1801
- Idee, esperienze e mezzi per promuovere un'educazione conforme alla natura umana, 1806
- Educazione del popolo ed industria, 1806
- Madre e figlio, 1818-1819
- Canto del cigno, 1825

## Omaggi e riconoscimenti
- Nel 1979 il regista Vittorio Sindoni ha diretto Fabio Traversa nel film Gli anni struggenti (anche noto col titolo Il concorrente). Nel film, Traversa è Saverio Bivona, figlio di un pedagogo di Capo d'Orlando, che si trova a Roma per partecipare ad un concorso. Egli è assillato dagli insegnamenti del padre, che ha come modello proprio il pedagogista svizzero Pestalozzi.
- La compagnia di navigazione F. Laeisz di Amburgo, meglio nota con il soprannome "Flying P-Liner", diede il nome Pestalozzi a un veliero della sua flotta, costruito nel 1884 e attivo fino al 1937.[4]
- Al pedagogista svizzero è stato intitolato l'asteroide 2970 Pestalozzi, scoperto nel 1978[5].
- L'SBB (la linea ferroviaria svizzera) ha voluto rendere omaggio al grande pedagogista elvetico facendo scrivere il suo nome sulla fiancata di un treno.
- Nel 1895 Albert Einstein frequentò la scuola cantonale della cittadina di Aarau, basata sulla filosofia e sui metodi educativi di Pestalozzi. Questa scuola fu determinante per lo sviluppo del pensiero creativo di Einstein: "Ad Aarau compii i miei primi e piuttosto infantili esperimenti mentali che avevano un rapporto diretto con la teoria ristretta", tratto da Einstein. La sua vita, il suo universo, di Walter Isaacson.
- L’istituto “Pestalozzi” , scuola superiore a San Severo (FG)
- l'Istituto*Pestalozzi", scuola elementare a Perugia